# Sebastian Eickmann
Sebastian Eickmann (* 3. September 1989 in Garmisch-Partenkirchen) ist ein ehemaliger deutscher Eishockeyspieler.

## Karriere
Sebastian Eickmann begann seine Karriere beim SC Riessersee, für welchen er unter anderem in der Saison 2007/08 auflief. Im Mai 2012 wurde sein Wechsel, zusammen mit Teamkameraden Benedikt Kastner zurück zu seinem Heimatverein, dem SC Riessersee bekannt gegeben.
In der Saison 2016/17 spielte er für die Moskitos Essen in der Oberliga Nord, anschließend für den Herner EV ebenfalls in der Oberliga Nord sowie fünf Jahre für FASS Berlin in der Regionalliga Nord-Ost.

### International
Eickmann nahm mit der deutschen U18-Nationalmannschaft an der U18-Junioren-Weltmeisterschaft 2007 in Finnland teil.

## Karrierestatistik
(Legende zur Spielerstatistik: Sp oder GP = absolvierte Spiele; T oder G = erzielte Tore; V oder A = erzielte Assists; Pkt oder Pts = erzielte Scorerpunkte; SM oder PIM = erhaltene Strafminuten; +/− = Plus/Minus-Bilanz; PP = erzielte Überzahltore; SH = erzielte Unterzahltore; GW = erzielte Siegtore; 1 Play-downs/Relegation; Kursiv: Statistik nicht vollständig)